# Betreuerausweis
Der Betreuerausweis (im Kontext der Vormundschaft bis 31. Dezember 2022 auch Bestallungsurkunde genannt) ist in Deutschland ein vom Amtsgericht (Betreuungsgericht) ausgestelltes Dokument, mit dem sich der rechtliche Betreuer nach außen hin als gesetzlicher Vertreter des Betreuten legitimieren kann. Rechtsgrundlage ist § 290 Nr. 2 FamFG. Der Ausweis wird auch Bestellungsurkunde (wie veraltet Bestallungsurkunde) genannt, da in der Amtssprache davon gesprochen wird, dass das Gericht die Betreuer bestellt.
Im Gegensatz zum Beschluss des Betreuungsgerichtes (§ 286 FamFG) nennt der Betreuerausweis keine Gründe für die Einrichtung der rechtlichen Betreuung, da diese nicht öffentlich sind. Er vermerkt nur die Aufgabenkreise, für die der Betreuer bestellt ist sowie ggf. die Anordnung von Einwilligungsvorbehalten.
Das Aussehen des Betreuerausweises ist je nach Gericht unterschiedlich (meist handelt es sich um ein orangefarbenes oder grünes Faltblatt im Format DIN A6). Ausgestellt und ausgehändigt wird der Betreuerausweis vom zuständigen Rechtspfleger, der den Betreuer dabei über seine Pflichten informiert. Nach dem Ende der Betreuung, beispielsweise durch Tod des Betreuten oder bei Betreuerwechsel, hat der Betreuer den Betreuerausweis an das Gericht zurückzugeben.
Der Betreuerausweis begründet, anders als eine Vollmachtsurkunde (§ 172 BGB), keinen Gutglaubensschutz für den Vertragspartner. Der Vertragspartner, beispielsweise eine Bank oder Sparkasse, kann nicht gutgläubig vom Fortbestand des Betreueramtes ausgehen, nur weil der Betreuer noch seinen Ausweis vorlegt.